# Tereza Srbova
Tereza Srbova (Praga, 1983) es una actriz checa.

## Carrera
Trabajó para la agencia de modelos Elite Paris y ha aparecido en varias campañas cosméticas para Clarins y Dior.
En el 2008 dio vida a Rapunzel en la película Inkheart.
En el 2010 se unió al elenco de la película Siren donde interpretó a Silka, una sirena.
En el 2011 obtuvo un pequeño papel en la película 360 protagonizada por el actor Anthony Hopkins.
En el 2013 apareció como personaje recurrente de la serie Strike Back: Shadow Warfare donde interpretó a la mayor Nina Pirogova, una oficial del FSB que ayuda a los oficiales Damien Scott (Sullivan Stapleton) y Michael Stonebridge (Philip Winchester) hasta el último episodio de la serie.

## Filmografía

### Series de televisión
| Año             | Serie                       | Personaje          | Notas       |
| --------------- | --------------------------- | ------------------ | ----------- |
| 2015 - presente | Strike Back: Legacy         | Maj. Nina Pirogova | 3 episodios |
| 2013            | Strike Back: Shadow Warfare | Maj. Nina Pirogova | 3 episodios |
| 2013            | Sanitka II                  | Yveta Králová      | 3 episodios |

### Películas
| Año  | Título                       | Personaje                 | Nota                                                                                             |
| ---- | ---------------------------- | ------------------------- | ------------------------------------------------------------------------------------------------ |
| 2020 | Prípad mrtvého neboztíka     | Helga                     |                                                                                                  |
| 2018 | Red Joan                     | Sonya                     | junto a Stephen Campbell Moore, Sophie Cookson, Tom Hughes, Ben Miles, Nina Sosanya y Judi Dench |
| 2012 | The Inside                   | Cara                      | junto a Eoin Macken, Brian Fortune, Liam Alex Heffron, Natalia Kostrzewa y Emmett Scanlan        |
| 2011 | 360                          | Joven Europea             | junto a Rachel Weisz, Jude Law y Anthony Hopkins                                                 |
| 2010 | Siren                        | Silka                     | junto a Eoin Macken, Anna Skellern y Anthony Jabre                                               |
| 2009 | Songs for My Mother          | Actriz                    | corto - junto a Kate Cook, Corinne Furman y Fiona O'Shaughnessy                                  |
| 2009 | Goal! 3: Taking on the World | Katja                     | junto a JJ Feild, Leo Gregory, Kuno Becker y Kasia Smutniak                                      |
| 2008 | Inkheart                     | Rapunzel                  | junto a Brendan Fraser, Sienna Guillory, Helen Mirren y Andy Serkis                              |
| 2007 | St. Trinian's                | Anoushka                  | junto a Talulah Riley, Rupert Everett, Jodie Whittaker y Gemma Arterton                          |
| 2007 | Eichmann                     | Baronesa Ingrid von Ihama | junto a Thomas Kretschmann, Troy Garity, Franka Potente y Stephen Fry                            |
| 2007 | Eastern Promises             | Kirilenko                 | junto a Naomi Watts, Viggo Mortensen, Sinéad Cusack y Vincent Cassel                             |

### Departamento musical
| Año  | Título           | Notas                       |
| ---- | ---------------- | --------------------------- |
| 2010 | Sirens           | cantó: "Elephants"          |
| 2007 | Eastern Promises | cantó: "By the River Dunay" |